# Plavka Lonich
Plavka Lonich (Los Angeles, 25 maart 1968) is een zangeres die geboren is in de Verenigde Staten. Al was ze vooral actief in Europa. Ze was betrokken bij hits van de Britse artiestenThe Shamen en Caspar Pound. Later is ze de belangrijkste zangeres voor de Duitse tranceproducers Jam & Spoon. 

## Biografie
Plavka probeert in haar late tienerjaren aan de bak te komen als zangeres. Ze heeft in 1988 haar eerste single met Chance Me, die een Freestyle-genre behoort. Die single is niet heel succesvol. Niet lang daarna verhuist ze met haar ouders naar het Verenigd Koninkrijk. Daar bezoekt ze raves en komt ze in contact met The Shamen. Voor die band treedt ze als zangeres vraagt op in het nummer Hyperreal (1990), dat een hit wordt. Ze wordt daarmee onderdeel van het entourage van de band en gaat mee op tournee. Daarnaast zingt ze in de hit Fever called love (1991) van Rising High Collective, een project van Caspar Pound. Met dat project neemt ze meerdere singles op.  
Als Plavka in 1993 met The Shamen bij de Love Parade is, ontmoet ze Mark Spoon van Jam & Spoon. Die zoeken op dat moment een zangeres voor het nummer Right In The Night. De deal die ze met hun platenmaatschappij hebben voor hun album is dat er enkele radiovriendelijke tracks op staan voor single releases. Spoon ziet haar als de perfecte zangeres en ze nemen het nummer op. Dat wordt een grote hit in meerdere landen. Daarna worden ook Find Me en Angel opgenomen. Plavka leverde ook bijdragen aan latere albums van Jam & Spoon, zoals de singles Kaleisdoscope Skies (1997) en Don't Call It Love (1998). Ook op het laatste album van Jam & Spoon, het in 2004 verschenen Tripomatic Fairytales 3003, is Plavka aanwezig en verzorgt de zang op drie nummers: Moment Gone, Blue Moon Tidal en de single Butterfly Sign. In 1999 neemt ze met Caspar Pound nog het nummer Liquid Love op.
Naast pop- en dancenummers legt Plavka zich ook toe op andere muziekstijlen. Zo is ze in de Londense jazz-gelegenheden een bekende naam, en heeft ze bijdragen geleverd aan evenementen voor verschillende goede doelen. De zangeres bracht in 2009 een solo-cd uit op het kleine platenlabel Wheat Recording, getiteld Plavkalicious.
In mei 2013 brachten David May en Amfree een remix uit van de Jam & Spoon single genaamd Right in the night 2013. Het nummer steeg naar nummer 1 in de Europese Dance Charts.
Plavka woont momenteel weer in Los Angeles. Ze is getrouwd met Christopher Coleridge in 2006 en ze hebben samen een dochter.
- Gemeinsame Normdatei: 135110211
- International Standard Name Identifier: 0000 0000 9548 0510
- MusicBrainz: a27e4059-26ed-4b5a-986b-824d520cd1e2
- Virtual International Authority File: 54340601
- WorldCat: E39PBJqBvvDBcmHy6rCYHwH9jC